# Prismenbuchse

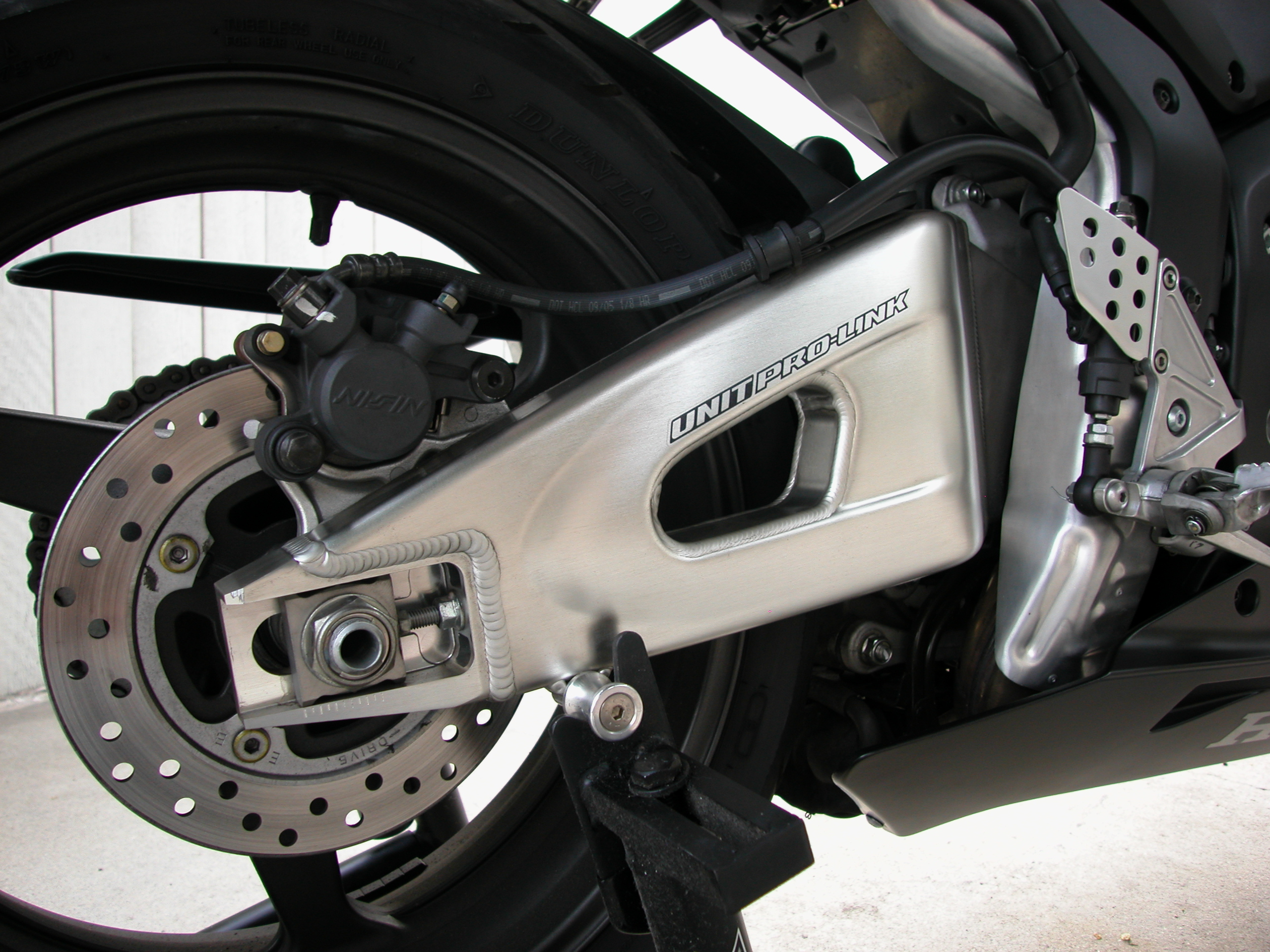
Honda CBR600RR auf einem Montageständer

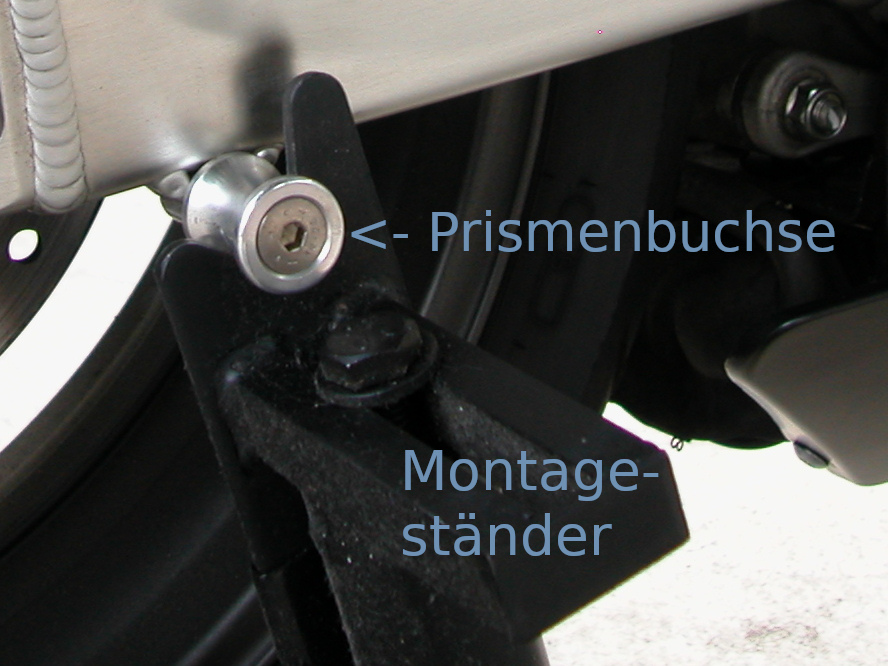
Bildausschnitt

Prismenbuchsen dienen bei Motorrädern zur Aufnahme von Montageständern am Hinterrad. Es handelt sich um Metall-Drehteile, die meist aus Aluminium oder nichtrostendem Stahl hergestellt werden.
Die Prismenbuchsen sind ca. 20 × 30 mm groß und erinnern an Garnrollen (Prismen).
Sie werden an der Hinterradgabel eines Motorrades angeschraubt.
An diesen Prismenbuchsen greifen sogenannte Gabelaufnahmen von Montageständern. Dabei wird über einen zweiseitigen Hebel das Hinterrad des Motorrades wenige Zentimeter über den Boden angehoben und arretiert. Jetzt können am Hinterrad des Motorrads Montagearbeiten, zum Beispiel zum Austausch des Rades oder der Antriebskette und des Zahnkranzes, vorgenommen werden.

## Einsatz
Prismenbuchsen werden bei Motorrädern verwendet, die aus konstruktiven Gründen an der Hinterradgabel keine Angriffspunkte für einen Montageständer mit flachen Aufnahmen bieten – vor allem Motorräder mit einer Einarmschwinge.

## Vorteile
Prismenbuchsen bieten den Vorteil, dass der Montageständer sehr schnell (mit etwas Geschick auch von einer einzigen Person) eingesetzt werden kann und das Motorrad dabei sicher gegen seitliches Verrutschen aufgenommen wird.